# Edgar de Ségur-Lamoignon
Pour les autres membres de la famille, voir Maison de Ségur.
Edgar-Adolphe-Louis, comte de Ségur-Lamoignon, est un diplomate, homme de lettres et homme politique français, né le 19 juillet 1825 à Aube et mort le 20 octobre 1900 au château de Méry-sur-Oise.

## Biographie
Fils d'Eugène de Ségur et de Sophie Rostopchine, il entra dans la carrière diplomatique et fut, sous le second Empire, secrétaire de légation à Munich, puis premier secrétaire d'ambassade à Constantinople. 
Le 22 juin 1857, il est élu député au Corps législatif dans la 3e circonscription de la Meuse. Son élection avait été l'une des deux contestée à l'ouverture de la législature, il donna sa démission ; Émile Ollivier, qui voulait engager un débat à fond sur les élections de 1857, à propos de l'élection de la Meuse, demanda en vain que la démission fût refusée : le président lui retira la parole, la démission mettant fin à toute discussion. Ségur obtint le renouvellement de son mandat le 3 janvier 1858, critiqua en mars 1861 l'indécision de la politique impériale vis-à-vis du Piémont, et vota d'ailleurs avec la majorité dynastique jusqu'aux élections générales de 1863, qui l'éloignèrent de la vie politique. 
En 1876, il devient redacteur en chef de l'Association catholique, revue des questions sociales et ouvrières, l'organe officiel de l'Œuvre des cercles catholiques d'ouvriers. 
Retiré dans ses propriétés du Morbihan, il protesta, en juillet 1880, dans une lettre à L'Univers, contre le pillage de trente et une églises dans le seul arrondissement de Lorient.

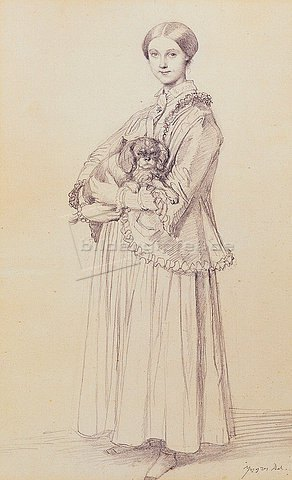
Portrait de son épouse, par Ingres.

Son oncle Adolphe de Ségur-Lamoignon étant mort sans postérité, il fut autorisé à relever le nom de Lamoignon par décret du 24 septembre 1860.
Marié à Marie de Reiset, fille de Frédéric Reiset, il est le père de :
- Valentine (1859-1924), épouse du marquis Adolphe de Moÿ de Sons ;
- Louis (1860-1930), officier de cavalerie puis président de la Cie internationale des wagons-lits, marié à Rosa Maria Arguelles, puis, à Suzanne du Buit, veuve d'Édouard Goüin et nièce de Henry du Buit ;
- Mathilde (1866-1949), épouse du comte Jean Amelot de La Roussilhe.

## Distinctions
- Chevalier de la Légion d'honneur
- Chevalier de l'ordre de Charles III

Il était chevalier de l'ordre de la Légion d'honneur, de l'ordre royal de Dannebrog, de l'ordre de Pie IX, de l'ordre de Charles III d'Espagne, de l'ordre royal de François Ier, commandeur de l'ordre de Saint-Grégoire-le-Grand de l'ordre du Saint-Sépulcre et de l'ordre du Médjidié.

## Œuvres
- « Le Domaine et les seigneurs de Méry. Notice historique » (1869)
- « Histoire seigneuriale, civile et paroissiale de Méry-sur-Oise : La seigneurie. Première partie » (1892)

## Source
- Sophie Rostopchine, Correspondance, 1993
- « Edgar de Ségur-Lamoignon », dans Adolphe Robert et Gaston Cougny, Dictionnaire des parlementaires français, Edgar Bourloton, 1889-1891 [détail de l’édition]
- Dictionnaire des dictionnaires. Lettres, sciences, arts, encyclopédie universelle. T. 7 / sous la dir. de Paul Guérin